# Quaidabad
Quaidabad é uma cidade do Paquistão localizada na província de Punjab.